# Saint-Marcel-lès-Annonay
Saint-Marcel-lès-Annonay ist eine französische Gemeinde mit 1.378 Einwohnern (Stand: 1. Januar 2022) im Département Ardèche in der Region Auvergne-Rhône-Alpes. Die Gemeinde gehört zum Arrondissement Tournon-sur-Rhône und zum Kanton Annonay-1. Die Bewohner werden Saint-Marcelons genannt.

## Geografie
Saint-Marcel-lès-Annonay liegt etwa 25 Kilometer südöstlich von Saint-Étienne im Haut Vivarais und erstreckt sich entlang der Täler des Massif du Pilat, auf der östlichen Seite des Zentralmassivs. Umgeben wird Saint-Marcel-lès-Annonay von den Nachbargemeinden Saint-Julien-Molin-Molette im Norden, Savas im Nordosten und Osten, Boulieu-lès-Annonay im Süden, Burdignes im Südwesten und Westen sowie Bourg-Argental im Westen und Nordwesten.
Der Fluss Déôme durchquert das Gemeindegebiet, in den hier der Ternay einmündet.

## Geschichte
Im späten 10. Jahrhundert gegründet (nach einigen Quellen 972) wurde der Ort mit der Papierproduktion ab Beginn des 19. Jahrhunderts bedeutend. Seit Beginn des 20. Jahrhunderts – mit Erliegen der Papierindustrie – ist der Ort vor allem Wohnort für die Beschäftigten in der Industrie und in der Agrarwirtschaft der Umgebung.

## Bevölkerungsentwicklung
| Jahr                       | 1962 | 1968 | 1975 | 1982 | 1990 | 1999 | 2006 | 2019 |
| Einwohner                  | 782  | 750  | 734  | 962  | 1152 | 1189 | 1226 | 1384 |
| Quellen: Cassini und INSEE |      |      |      |      |      |      |      |      |

## Kultur und Sehenswürdigkeiten

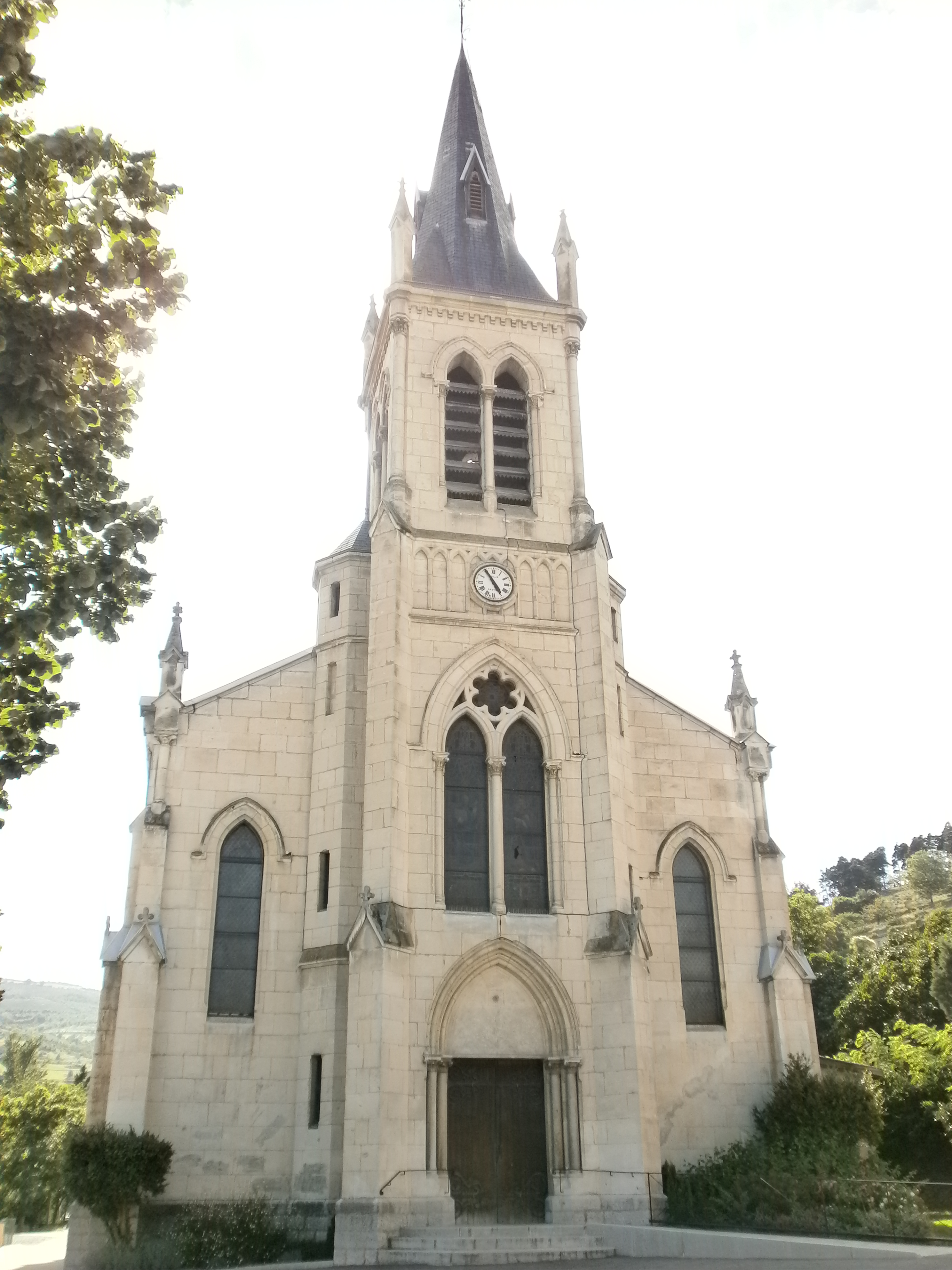
Kirche Saint-Marcel

- Kirche Saint-Marcel, 1894 erbaut